# Глинки (Иркутская область)
Глинки — село в Зиминском районе Иркутской области России. Входит в состав Ухтуйского муниципального образования.

## География
Находится примерно в 15 км к юго-востоку от районного центра.

## Население
| 2002 | 2010 | 2011 | 2012 |
| ---- | ---- | ---- | ---- |
| 269  | ↘268 | →268 | ↘260 |

По данным Всероссийской переписи, в 2010 году в селе проживало 268 человек (132 мужчины и 136 женщин).

## История
Переселенческое село Глинки зародилось в начале XX века. В те времена в Смоленской губернии жил помещик по фамилии Глинка. В начале XX века он на собственные деньги снарядил обозы, и добровольцы поехали в далекую Сибирь. Единственным условием помещика было назвать новое поселение его именем. Так в Зиминском районе появилось село Глинки. Первыми переселенцами были Федосеевы, отец и 7 сыновей.
1903 г — появились первые жители села Глинки
1909 г — Глинкинский переселенческий участок начал осваиваться выходцами из разных губерний России
1911 г — в селе построена начальная школа
1912 г — сгорела школа, и, по указу царя НиколаяII, была построена новая школа
1913 г — указом синода был открыт самостоятельный приход. В этом же году крестьяне обратились в Иркутскую Духовную Консисторию с общественным решением о построении у них церкви, причем обещали со своей стороны поставить лес и камень для фундамента. Остальные средства на строительство были отпущены Синодом
1915 г — церковь освятил Киренский Епископ Зосима во имя святителя Григория Богослова
1917 г — по Глинкам прошел адмирал Колчак
1928—1929 гг — образование коллективов
1930 г — образование колхозов
1931 г — на территории села обнаружен каменный уголь, который добывают и сегодня
1933 г — в с. Глинки родился Валентин Смирнов, конструктор, создатель зенитно-ракетного комплекса С-300В
1960 г — в село провели электричество
1968 г — построили современную школу
1970 г — построили клуб
1972 г — построили АВМ
1985 г — в селе был построен детский сад
1987 г — в Глинках появились колонки для воды
1987 г — построена новая молочная ферма
1988 г — проложен асфальт
1999 г — сгорел сельский клуб
2000 г — распался совхоз «Глинкинский»
2006 г — пожар в селе. В результате пожара в Глинках было уничтожено 8 жилых и 5 нежилых домов, столовая, неработающая церковь, 4 склада, зернодробилка, водонапорная башня и 2 автомобиля. Без жилья осталось 15 человек, трое из них — дети. Пожар уничтожал деревню всю ночь. Только к утру пожарным удалось потушить огонь
2008 г — на месте старого колодца, снесенного при пожаре в 2006г построен новый колодец
2011 г — основная школа реорганизована в начальную
2012 г — закрыт ФАП из-за отсутствия фельдшера